# Loxostege aeruginalis
Loxostege aeruginalis — вид лускокрилих комах родини вогнівок-трав'янок (Crambidae).

## Поширення
Вид поширений на значній частині Європи на схід через Середню Азію до Японії.